# Biplano Busemann

Busemann's original biplane operating at its design point

El biplano de Busemann es una configuración teórica de avión inventada por Adolf Busemann, que evita la formación de ondas de choque de tipo N y, por tanto, no crea un boom sónico ni la resistencia a las ondas asociada. Sin embargo, en su forma original, tampoco genera sustentación. Se ha estudiado el concepto de biplano de Busemann, que proporciona una sustentación adecuada, y que puede reducir la intensidad de las olas y la resistencia, pero no eliminarlas, para un transporte supersónico "sin estampido".

## Orígenes
El biplano original de Busemann consiste en dos placas de sección triangular separadas una cierta distancia, con los lados planos paralelos al flujo de fluido. La separación entre las placas es lo suficientemente grande como para que el flujo no se  bloquee y se mantenga el flujo supersónico entre ellas.
El flujo supersónico alrededor de un ala convencional genera ondas de choque sónicas de compresión en los bordes de ataque y de salida, con una onda de expansión entre ellos. Estas ondas de choque corresponden a cambios de presión que impiden el flujo de aire, lo que se conoce como resistencia a las ondas. En el biplano de Busemann, la onda de choque de alta presión delantera se crea internamente y se refleja simétricamente entre las superficies interiores de doble borde. Éstas interfieren para anularse a sí mismas y a las siguientes ondas de choque, no dejando ninguna onda externa que se propague hasta el infinito y, por tanto, evitando la resistencia a las ondas. Las superficies planas superior e inferior no generan ondas de choque porque el flujo es paralelo.
La alineación interna de las ondas de choque hace que el biplano de Busemann produzca una mínima resistencia a las olas. Sin embargo, las superficies externas planas y la simetría interna también significan que el diseño de Busemann no produce ninguna sustentación en el punto de diseño para la reducción óptima del choque y la resistencia.

### Condiciones fuera de diseño
El funcionamiento fuera de la velocidad de crucero o del ángulo de ataque de diseño destruye la interferencia constructiva y da lugar a efectos de estrangulamiento por choque e histéresis de flujo, que aumentan enormemente la resistencia aerodinámica. En el estrangulamiento por choque, las ondas de choque reducen su ángulo de retroceso con cada reflejo de las superficies cónicas del ala hasta que forman una pared de choque a través del hueco. Esto provoca un aumento de la presión y una disminución de la velocidad del flujo, de modo que se produce una histéresis del flujo, en la que la ralentización del aire hace que el estrangulamiento persista a través y más allá del punto de diseño antes de que se despeje a una mayor velocidad del avión.

## Elevación de los biplanos Busemann
Según las leyes del movimiento de Newton, para obtener la sustentación de las alas hacia arriba, en reacción el aire que pasa por encima de ellas debe desviarse hacia abajo. A velocidades supersónicas, esto crea al menos una onda de choque y posiblemente más.  Al igual que cualquier otro perfil aerodinámico, el biplano de Busemann puede recibir un pequeño ángulo de ataque positivo para generar sustentación de esta manera, sin embargo, ahora también generará ondas de choque externas.
La configuración del biplano Busemann puede seguir utilizándose para minimizar la energía de estas ondas de choque y la resistencia asociada.
La resistencia ondulatoria tiene dos causas, una debida al volumen o forma del avión y otra debida a la sustentación generada. El concepto de Busemann puede eliminar la resistencia por choque de forma pero no la debida a la sustentación. La geometría original de Busemann eliminaba toda la resistencia de las olas y, por tanto, también la sustentación. Los diseños modernos del tipo Busemann pueden crear sustentación, con su onda de choque asociada, al tiempo que eliminan gran parte o la totalidad de la resistencia de forma, logrando así mejoras considerables en la eficiencia respecto a los diseños convencionales. También pueden permitir un rendimiento adecuado en una gama de velocidades y ángulos de ataque.
Los problemas de estrangulamiento e histéresis fuera de diseño pueden resolverse mediante el uso de dispositivos de geometría variable, como flaps y slats, que también pueden servir como dispositivos de alta elevación durante el despegue y el aterrizaje. Otro enfoque consiste en modificar la geometría del perfil aerodinámico para proporcionar un rendimiento aceptable en un rango de condiciones fuera de diseño, a expensas de cierta resistencia de forma incluso en el punto de diseño óptimo.
El concepto de biplano de Busemann se ha estudiado como concepto para un transporte supersónico "sin pluma".